# Teinobasis debeauxi
Teinobasis debeauxi – gatunek ważki z rodziny łątkowatych (Coenagrionidae).